# NGC 207
NGC 207 је спирална галаксија у сазвежђу Кит која се налази на NGC листи објеката дубоког неба.
Деклинација објекта је - 14° 14' 11" а ректасцензија 0h 39m 40,7s. Привидна величина (магнитуда) објекта NGC 207 износи 13,7 а фотографска магнитуда 14,6. NGC 207 је још познат и под ознакама MCG -3-2-35, IRAS 00371-1430, PGC 2395.